# 橘貞根
橘 貞根（たちばな の さだね）は、平安時代初期から前期にかけての貴族。越中守・橘宗嗣の子。官位は従四位上・弾正大弼。

## 経歴
左京出身。幼い頃から嵯峨上皇の身近に仕え、非常な恩寵を蒙った。承和5年（838年）抜擢されて従五位下に叙爵される。承和10年（843年）中務少輔次いで侍従に任ぜられ、翌承和11年（844年）従五位上に昇叙される。嘉祥3年（850年）文徳天皇の即位後、安芸守に任ぜられるが遙任であった。
天安2年（858年）清和天皇の即位に伴い正五位下に昇叙されると、清和朝では貞観6年（864年）従四位下、貞観11年（869年）従四位上と累進した。またこの間右京大夫・弾正大弼と京官を務めた。
貞観15年（873年）8月28日卒去。享年58。最終官位は従四位上行弾正大弼。

## 人物
鬢髯（もみあげから顎にかけての髭）が美しく。身長は五尺（約150cm）しかなかったが、腰回りが非常に大きかった。才学はなかったが、嵯峨上皇の寵遇を受けたことと、仁明天皇の外戚であったことにより、ある程度の昇進を遂げたという。

## 官歴
『六国史』による。
- 時期不詳：正六位上
- 承和5年（838年） 6月21日：従五位下
- 承和10年（843年） 6月28日：中務少輔。9月16日：侍従
- 承和11年（844年） 3月27日：従五位上
- 嘉祥3年（850年） 5月17日：安芸守（遙任）
- 天安2年（858年） 11月7日：正五位下
- 貞観3年（861年） 6月17日：右京大夫
- 貞観6年（864年） 正月7日：従四位下
- 貞観11年（869年） 正月7日：従四位上
- 貞観15年（873年） 日付不詳：弾正大弼。8月28日：卒去（従四位上行弾正大弼）